# Witschildgierzwaluw
De witschildgierzwaluw (Streptoprocne biscutata) is een vogel uit de familie Apodidae (gierzwaluwen).

## Verspreiding en leefgebied
Deze soort komt voor in oostelijk Zuid-Amerika en telt twee ondersoorten:
- S. b. seridoensis: noordoostelijk Brazilië.
- S. b. biscutata: zuidoostelijk Brazilië, Paraguay en noordelijk Argentinië.